# Heterochaenia ensifolia
Heterochaenia ensifolia är en klockväxtart som först beskrevs av Jean-Baptiste de Lamarck, och fick sitt nu gällande namn av A.Dc. Heterochaenia ensifolia ingår i släktet Heterochaenia och familjen klockväxter.
Artens utbredningsområde är Réunion. Inga underarter finns listade i Catalogue of Life.